# Домахово (Великопольське воєводство)
Домахово (пол. Domachowo) — село в Польщі, у гміні Кробя Гостинського повіту Великопольського воєводства.
Населення — 455 осіб (2011).
У 1975-1998 роках село належало до Лешненського воєводства.

## Демографія
Демографічна структура станом на 31 березня 2011 року:
|          | Загалом | Допрацездатний вік | Працездатний вік | Постпрацездатний вік |
| -------- | ------- | ------------------ | ---------------- | -------------------- |
| Чоловіки | 234     | 49                 | 152              | 33                   |
| Жінки    | 221     | 43                 | 129              | 49                   |
| Разом    | 455     | 92                 | 281              | 82                   |